# William Stokoe

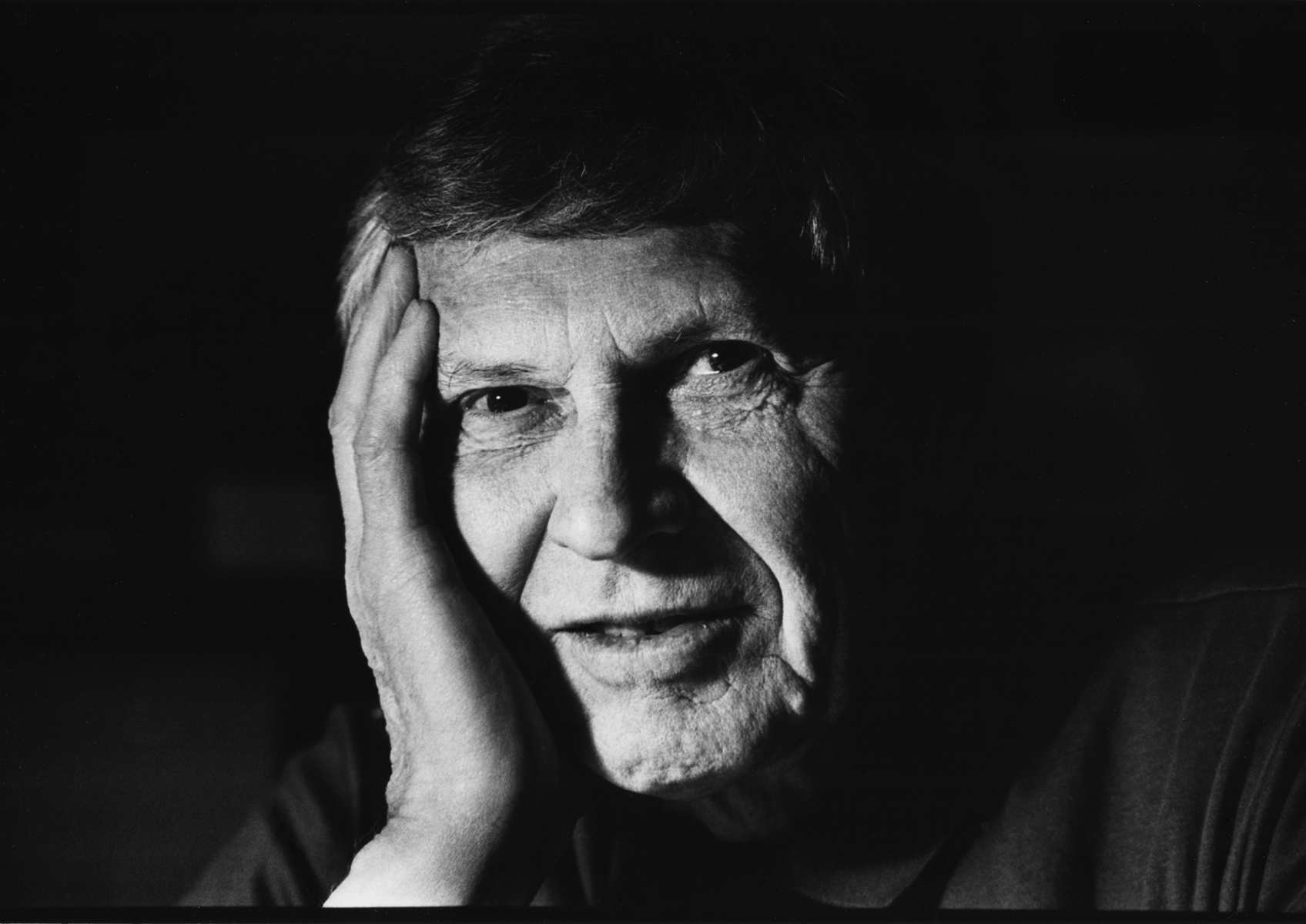
William Stokoe

William C. Stokoe jr. (uitgesproken als "Stokie") (Lancaster (New Hampshire)), 21 juli 1919 - Chevy Chase (Maryland), 4 april 2000) was een linguïst die de Amerikaanse Gebarentaal (ASL) uitgebreid heeft onderzocht. Hij was van 1955 tot 1970 werkzaam als professor en voorzitter van de afdeling Engels op de Gallaudet-universiteit in de Verenigde Staten.
Hij publiceerde in 1963 zijn baanbrekende boek "Sign Language Structure" en werkte mee aan een woordenboek van de Amerikaanse Gebarentaal.  Hiertoe heeft hij een notatiesysteem voor gebaren uitgevonden, omdat gebarentaal nooit eerder op schrift werd gesteld.  Met behulp van dit systeem kan worden beschreven welke positie en vorm de handen moeten aannemen om een bepaald gebaar te maken.
Door zijn publicaties werd gebarentaal niet langer als een gebroken of versimpelde versie van de gesproken/geschreven taal gezien, maar als een opzichzelfstaande complexe en levendige natuurlijke taal met een eigen syntaxis en grammatica. 
Omdat de gebarentaal door zijn werk in aanzien steeg binnen academische en educationele kringen, wordt William Stokoe door de dovengemeenschap als een held beschouwd.